# Edson Buddle
Edson Michael Buddle (New Rochelle, 21 de maio de 1981) é um futebolista estadunidense.

## Títulos
Los Angeles Galaxy
- MLS Cup (1): 2012
- MLS Supporters' Shield (1): 2010

Columbus Crew
- MLS Supporters' Shield (1): 2004
- Copa dos Estados Unidos (1): 2002